# Entoria
Entoria ist eine Gestalt der römischen Mythologie. Laut der Überlieferung war sie die Tochter eines altitalienischen Landmannes und Geliebte des Gottes Saturnus, mit welchem sie Ianus, Hymnus, Faustus und Felix zeugte.

## Geschichte
In den Plutarch zugeschriebenen Parallela minora wird erzählt, dass Saturnus Entorias Vater die Zubereitung des Weines lehrte und ihm gebot, diese auch seinen Nachbarn zu zeigen. Diese dachten im berauschten Zustand, dass der Wein sie vergiften würde und steinigten deshalb den Landmann, woraufhin sich Entorias vier Söhne aus Kummer erhängten. 
Später wurden die Römer von einer Pest heimgesucht. Das Orakel des Apollon gebot ihnen, den erzürnten Saturnus und die Schatten der zu Unrecht Umgekommenen zu versöhnen, weil die Pest eine Strafe für das an diesen begangene Unrecht war. Deshalb ließ Lutatius Catulus einen Tempel des Saturn am Tarpejischen Fels erbauen und darin einen Altar mit vier Gesichtern aufstellen. Dem Ianus weihte er den Monat Januar.
Schließlich versetzte Saturnus Entorias Vater und Söhne an den Himmel, wo sie die Sterngruppe der Winzer (προτυγητῆρες protrygeteres) bilden.

## Hintergrund
Bei Pseudo-Plutarch erscheint die Geschichte unter dem Titel „Ikarios bewirtet Dionysos“, angeblich aus der Erigone des Eratosthenes von Kyrene stammend.
Die Ähnlichkeiten zwischen der Sage von Entoria und dem Mythos des Ikarios, des attischen Kulturheros und Erfinders des Weinbaus, und dessen Tochter Erigone sind ausgeprägt. Allerdings ist in der griechischen Fassung von Söhnen des Dionysos nicht die Rede und auch der ätiologische, Rom-bezogene Teil, die Gründung des Saturnus-Tempels betreffend, fehlt natürlich.
Was die Verstirnung des Vaters und seiner Enkel betrifft, so war der Stern Vindemiatrix („Winzerin“), dessen heliakischer Aufgang im Frühherbst erfolgt, in der Antike als Vindemiator („Winzer“, griechisch προτρυγητήσ) bekannt.
Der Stern wird mit diesem Namen auch bei Aratos von Soloi erwähnt.
Pseudo-Plutarch, der von einer Sterngruppe spricht, beruft sich dabei auf die Phainomena des Kritolaos, eines sonst nicht bekannten Autors. 
Ihm zufolge kündige der Aufgang der Sterngruppe die Weinlese an, der dem Ianus entsprechende Stern erscheine dabei als erster. 
Diese Gruppe von insgesamt fünf Sternen entspricht möglicherweise der in der arabischen Astronomie Al Awwa („Ausrufer“) genannten Sternkonstellation, zu der neben Vindemiatrix (ε Virginis) die Sterne Zavijava (β Virginis), Zaniah (η Virginis), Porrima, (γ Virginis) und Minelava (δ Virginis) im Sternbild der Jungfrau gehören.
Demzufolge wäre Ianus als Zavijava (β Virginis) zu identifizieren, da dessen heliakischer Aufgang Anfang September noch vor Vindemiatrix erfolgt.
Ein Lutatius Catulus, der als Erbauer des Tempels des Saturnus in die früheste Geschichte Roms zu datieren wäre, ist offenbar erfunden, da die Lutatier eine plebejische Gens waren, deren Vertreter erst ab dem 3. Jahrhundert v. Chr. in Rom politisch in Erscheinung traten. Allerdings war es ein Quintus Lutatius Catulus, der 78 v. Chr. das dem Tempel des Saturnus benachbarte Tabularium für das römische Staatsarchiv erbauen ließ.